# Gyrtona diffusistriga
Gyrtona diffusistriga är en fjärilsart som beskrevs av Embrik Strand 1917. Gyrtona diffusistriga ingår i släktet Gyrtona och familjen nattflyn. Inga underarter finns listade i Catalogue of Life.